# Майк Айду
Майк Айду (30 травня 2005) — італійський футболіст, захисник клубу «Інтер».

## Клубна кар'єра

### Рання кар'єра
Айду народився 30 травня 2005 року в Італії в родині ганців.
В юності Айду спочатку грав в академії «К'єво», а у віці шістнадцяти років перейшов до молодіжної команди міланського «Інтера».

### Інтер Мілан
19 грудня 2024 року Айду дебютував на професіоналі, вийшовши на заміну на 88-й хвилині замість Маттео Дарміана в матчі 1/8 фіналу Кубка Італії проти «Удінезе» (2–0).
Був в заявці команди на фінальний матч Суперкубка Італії⁣, але на поле не виходив.

## Міжнародна кар'єра
Він є гравцем молодіжної збірної Італії. Двічі виступав за юнацьку збірну Італії до 17 років.

## Стиль гри
Айду грає переважно на позиції правого захисника, але він також здатен зіграти й на позиції півзахисника. Правоногий і відомий своєю швидкістю, він славиться своєю універсальністю на полі. Його стиль гри порівнюють з нідерландським футболістом Дензелом Дюмфрісом.